# Disocactus schrankii
Disocactus schrankii là một loài thực vật có hoa trong họ Cactaceae. Loài này được (Zucc. ex Seitz) Barthlott mô tả khoa học đầu tiên năm 1991.

## Hình ảnh

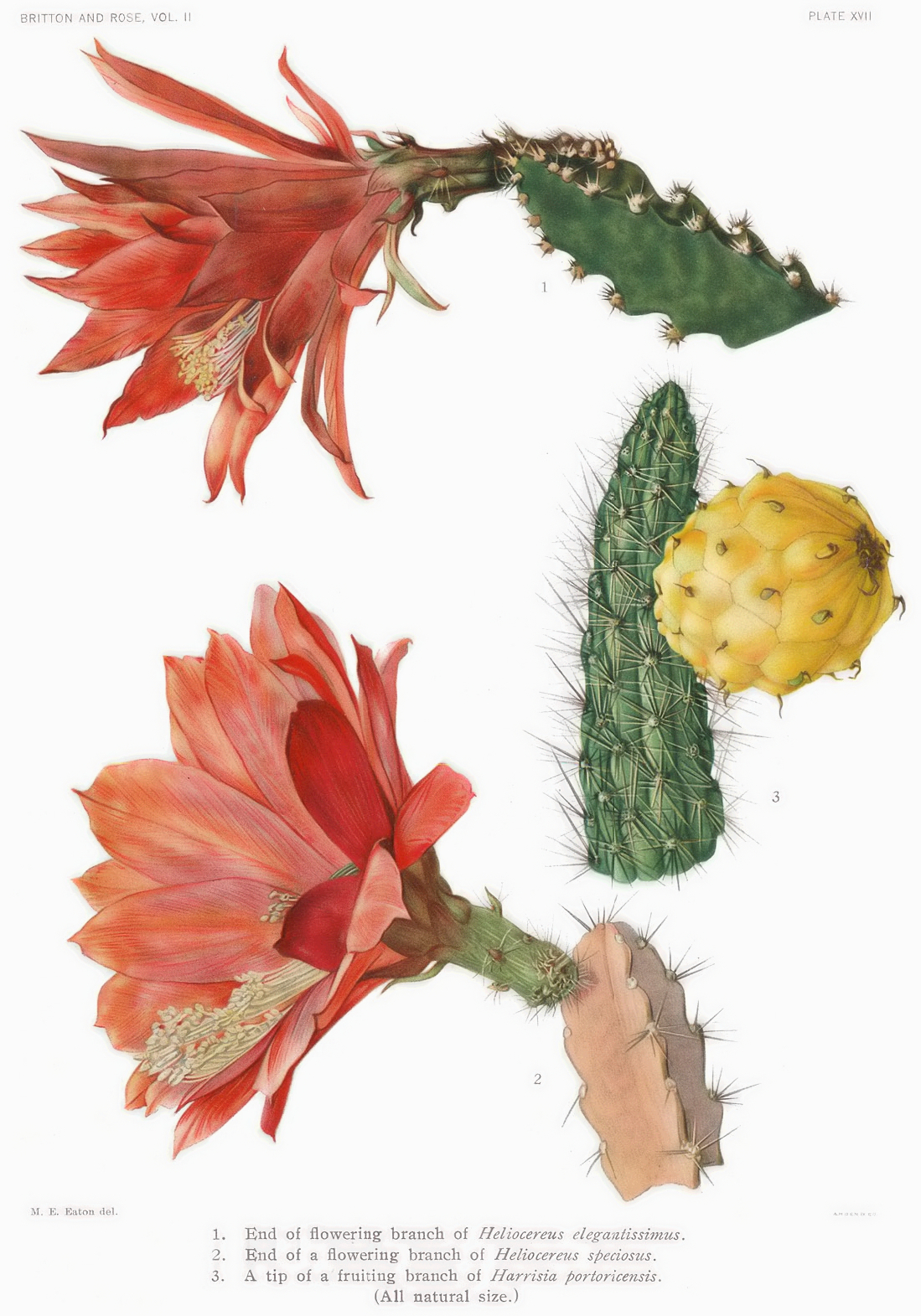